# بينفايل (أبرشية)
بينفايل هي أبرشية من أبرشيات البرتغال تقع في بلدية بينفايل. يبلغ عدد سكانها 15552 نسمة وذلك حسب إحصائيات سنة 2011. لها محطتها الخاصة في سكك دورو الحديدية.

## أعلام
- تياغو روشا
- هيلدر غويديس
- لويس مانويل براغا دياز
- خوسيه فرناندو راموس سيلفا
- خوسيه كويلو